# Jan-Pieter Martens
Jan-Pieter Martens (Bilzen, 23 september 1974) is een voormalig Belgisch voetballer. Van 2012 tot 2013 was hij technisch directeur bij Sint-Truidense VV.

## Carrière als speler
Jan-Pieter Martens begon te voetballen bij de jeugd van Lanaken VV. Toen hij 10 jaar was, verhuisde het gezin Martens naar Hasselt en ging hij spelen bij FC Camara en vanaf zijn elfde bij Sporting Hasselt. In 1989 trok KV Mechelen hem aan en hij doorliep er de jeugdreeksen. In het seizoen 1993/94 debuteerde Martens in het eerste elftal van de ploeg. De Antwerpse club zat toen in een moeilijke periode. Heel wat grote namen die onder het voorzitterschap van John Cordier onder meer de Europacup II en de landstitel hadden veroverd, waren vertrokken. Om dat vertrek op te vangen, gaf de club de voorkeur aan enkele jongeren, waaronder Martens, Joos Valgaeren en Stijn Vreven. Toen Walter Meeuws in de zomer van 1994 het roer overnam, groeide de toen 20-jarige aanvaller uit tot een vaste waarde.
In 1996 verhuisde hij naar Nederland. Martens sloot zich aan bij Roda JC, waar toen ook zijn landgenoten Stephan Van der Heyden, Maarten Schops en Peter Van Houdt vertoefden. Van trainer Huub Stevens kreeg hij aanvankelijk speelkansen, maar na de aankomst van Martin Jol belandde Martens uiteindelijk vaker op de bank. Hij won met Roda JC de Amstel Cup in mei 1997. In december 1997 ruilde hij Roda JC in voor het Oostenrijkse SK Sturm Graz. Tussen 1998 en 2000 werd Martens door de Bosnische coach Ivica Osim regelmatig opgesteld. De club veroverde in die periode twee titels, een beker en twee supercups. Sturm Graz plaatste zich drie keer op rij voor de groepsfase van de Champions League.
Na verschillende knie-operaties belandde Martens bij Sturm Graz op een zijspoor. In 2003 ruilde hij de club in voor het bescheiden TuS FC Arnfels. Nadien speelde hij ook nog een jaar voor SC Untersiebenbrunn.

### Statistieken
| Seizoen | Club                | Competitie    | Competitie | Competitie |
| Seizoen | Club                | Competitie    | Wed.       | Dlp.       |
| ------- | ------------------- | ------------- | ---------- | ---------- |
| 1993/94 | KV Mechelen         | Eerste klasse | 1          | 0          |
| 1994/95 | KV Mechelen         | Eerste klasse | 13         | 2          |
| 1995/96 | KV Mechelen         | Eerste klasse | 30         | 6          |
| 1996/97 | Roda JC             | Eredivisie    | 25         | 5          |
| 1997/98 | Roda JC             | Eredivisie    | 6          | 0          |
| 1997/98 | SK Sturm Graz       | Bundesliga    | 5          | 1          |
| 1998/99 | SK Sturm Graz       | Bundesliga    | 25         | 5          |
| 1999/00 | SK Sturm Graz       | Bundesliga    | 27         | 4          |
| 2000/01 | SK Sturm Graz       | Bundesliga    | 9          | 0          |
| 2001/02 | SK Sturm Graz       | Bundesliga    | 8          | 0          |
| 2002/03 | SK Sturm Graz       | Bundesliga    | 0          | 0          |
| 2003/04 | TuS FC Arnfels      | Regionalliga  | 20         | 4          |
| 2004/05 | SC Untersiebenbrunn | Erste Liga    | 16         | 4          |
| Totaal  | Totaal              | Totaal        | 185        | 31         |

## Verdere carrière
Aan het einde van zijn voetbalcarrière was Martens al veel met muziek bezig. In de succesjaren 1999 en 2000 bracht hij twee albums uit ("ARTcoustic" en "Epique") en in 2003 kwam zijn voorlopig laatste werk uit: "Mirrorface". Ook in 2003 richtte hij in Graz de vereniging Platoo-Plattform für Songwriter op. Na zijn voetbalcarrière stortte Martens zich op zijn songs, ging terug studeren (sportmanagement, vertaler/tolk), werkte een tijdje als voetbalanalist en -columnist voor Belgacom TV 11, Het Belang van Limburg en TV Limburg en was hij actief als scout in dienst van Duitse clubs als Schalke 04 en VfB Stuttgart. Hij trouwde met een Braziliaanse en vestigde zich tijdelijk in haar thuisland waar hij een hotel uitbaatte. Op 29 februari 2012 werd hij aangeduid als technisch directeur van Sint-Truidense VV. De weken voordien werd vooral Jos Daerden aan die functie gelinkt. Op het einde van het seizoen 2011/12 zakte STVV terug naar tweede klasse. Na 16 maanden bij STVV kwam er een einde aan de samenwerking en werd Martens Teammanager bij FC Schalke 04. Vanaf Februari 2019 werkt Martens als Scout voor de Duitse grootmacht.